# Szczawnica
Szczawnica – miasto uzdrowiskowe w województwie małopolskim, w powiecie nowotarskim, siedziba władz gminy miejsko-wiejskiej Szczawnica. Położone jest nad potokiem Grajcarkiem, na pograniczu Pienin i Beskidu Sądeckiego. Obszar Szczawnicy zajmuje 32,9 km², 1 stycznia 2024 r. zamieszkiwało ją 5208 osób.
Pierwsze wzmianki o Szczawnicy pochodzą z 1413 r. Za twórcę uzdrowiska uznawany jest Józef Szalay, który przejął miejscowość w 1839 r., wzniósł pierwsze pensjonaty i restauracje oraz urządził Park Górny. W 1876 r. przeszło ono w ręce Akademii Umiejętności, która sprzedała je w 1909 r. hrabiemu Adamowi Stadnickiemu. Nowy właściciel wyremontował domy zdrojowe oraz wybudował sanatoria: „Inhalatorium” oraz „Modrzewie”.
Po II wojnie światowej w 1948 r. uzdrowisko upaństwowiono, a w drugiej połowie XX w. Szczawnica przeżyła okres dynamicznego rozwoju. 22 lipca 1962 r. miejscowości nadano prawa miejskie.

## Geografia

### Położenie
Szczawnica położona jest w południowej części województwa małopolskiego, we wschodniej części powiatu nowotarskiego, w gminie Szczawnica.
Miejscowość leży na pograniczu Pienin i Beskidu Sądeckiego, w dolinie Grajcarka. W jej najbliższym sąsiedztwie znajdują się miejscowości: Krościenko nad Dunajcem, Obidza, Gaboń, Szlachtowa oraz słowacka Leśnica. Główne zabudowania znajdują się na wysokości 430–500 m n.p.m.
Miasto tradycyjnie dzieli się na dwie „dzielnice”, historycznie dwie oddzielne wsi: Szczawnicę Dolną (Niżną), której główna zabudowa koncentruje się na wysokości 435–480 m n.p.m. oraz Szczawnicę Wyżną, z główną zabudową na wysokości od 460 do 520 m n.p.m. Pomiędzy nimi znajduje się Centrum, zaś w kierunku północnym, w dolinkę Szczawnego Potoku, do ok. 510 m n.p.m. wspinają się zabudowania dzielnicy zdrojowej. Dwa większe ciągi dawnego osadnictwa rozwinęły się także w dolinkach potoków: Skotnickiego i Sopotnicy, a rozproszone przysiółki sięgnęły wysoko na stoki, a nawet na sam grzbiet (przysiółek Przysłop, 830 m n.p.m.) pasma Radziejowej.

### Geologia
Miejscowość leży na granicy dwóch jednostek geologicznych: zbudowanego z piaskowców i łupków fliszu karpackiego oraz zbudowanego głównie z wapieni Pienińskiego Pasa Skałkowego. Znajdziemy tu kilka jednostek tektonicznych. Strefę fliszową (na północy) reprezentuje płaszczowina magurska. Spośród formacji Pasa Skałkowego utwory płaszczowiny pienińskiej są tu cofnięte mocno na południe, w kierunku grzbietu Małych Pienin, natomiast szeroko rozprzestrzeniona jest tzw. jednostka Grajcarka, której towarzyszą lokalnie utwory formacji jarmuckiej. Zarówno jednostka tektoniczna Grajcarka, jak i pochodzące z miocenu utwory fliszowe płaszczowiny magurskiej, zostały poznaczone niewielkimi intruzjami magmy andezytowej kilku generacji, w postaci dajek i silli. Wychodnie owych andezytów pienińskich spotkamy m.in. w masywach Jarmuty i Bryjarki. W strefach intruzji andezytowych pojawiają się szczawnickie wody mineralne, klasyfikowane jako szczawy alkaliczno-słone.
Dużą część obszaru Szczawnicy pokrywają piaski i mułki kemów, żwiry, piaski, głazy i gliny moren czołowych, gliny zwałowe, ich zwietrzeliny, a także piaski i żwiry lodowcowe oraz iły, mułki i piaski zastoiskowe. Występujące w okolicy surowce budowlane (żwiry, piaskowce jarmuckie i magurskie oraz andezyty) nie są wydobywane na większą skalę.

### Rzeźba terenu
Szczawnica położona jest na pograniczu dwóch mezoregionów, oddzielonych od siebie doliną Grajcarka: Pienin (Małych Pienin) oraz Beskidu Sądeckiego. W okolicy dominują góry średnie i niskie (w całej gminie stanowią one ok. 75% powierzchni) i pogórza średnie (stanowiące ok. 25% powierzchni gminy).
Beskid Sądecki cechuje rzeźba gór średnich zbudowanych z fliszu. Większość obszaru znajduje się na wysokości powyżej 700 m n.p.m., z najwyższym szczytem Radziejową, znajdującą się na wysokości 1262 m n.p.m. Góry te charakteryzują deniwelacje rzędu 600 m, długie boczne grzbiety i długie doliny dopływów Grajcarka. Na terenie Małych Pienin widoczne są elementy rzeźby krasowej, zaznaczają się dwa poziomy: poziom zaokrąglonych wąskich grzbietów o wysokości 900 – 1000 m n.p.m. oraz poziom górski, tworzący spłaszczenia o wysokości ok. 700 m.

### Gleby
Na terenie Szczawnicy dominują gleby górskie, występują także gleby bielicowe kwaśne, powstałe na stokach i zboczach. W dolinach potoków i rzek wytworzyły się gleby brunatne. Grunty orne należą głównie do V i VI klasy bonitacyjnej, rzadziej – III i IV.

### Wody
Szczawnica w całości znajduje się w dorzeczu Dunajca, który przepływa przez zachodnią część miasta. 95% powierzchni miejscowości odwadnia Grajcarek, potok o długości 15,3 km, prawy dopływ Dunajca, który w Szczawnicy kończy swój bieg. Do jego dopływów należą potoki: Stary, Sielski, Sopotnicki, Szczawny, Bryjarka, Skotnicki, Kamionka, Czerszla, Krupianka, Klimontowski i Głęboki.
W Szczawnicy znajduje się punkt pomiarowo-kontrolny monitoringu jakości wód powierzchniowych reprezentatywny dla Grajcarka. W 2021 stan ekologiczny wód w tym punkcie sklasyfikowano jako umiarkowany, o czym zadecydował umiarkowany stan ichtiofauny, podczas gdy fitobentos i zoobentos były w stanie bardzo dobrym, a makrofity w dobrym. Większość fizykochemicznych elementów jakości wód spełniało wówczas normy stanu bardzo dobrego, natomiast przewodność elektrolityczna, stężenia chlorków, wapnia i magnezu stanu dobrego, a twardość wody przekraczała te normy. W tym samym roku sklasyfikowano stan chemiczny wód jako poniżej dobrego, co wynikło z przekroczenia niektórych substancji kumulujących się w ciele ryb (polibromowane difenyloetery, rtęć, heptachlor) oraz benzo(a)pirenu w wodzie.
Na terenie miasta znajdują się źródła mineralne, szczawy alkaliczno-słone bogate w związki sodu, chlorki, bromki, bor i jod. Noszą one nazwy: Jan, Józef, Józefina, Pitoniakówka, Wanda, Stefan, Szymon oraz Helena. Obecność wód mineralnych związana jest z położeniem miasta w tzw. prowincji szczaw karpackich, południowo-zachodniej części rozległej strefy występowania wód mineralnych.
W miejscowości nie znajdują się żadne większe akweny.

### Klimat
Szczawnica według regionalizacji klimatycznej Eugeniusza Romera znajduje się w rejonie zaciszy śródgórskich, natomiast zgodnie z regionalizacją klimatyczno-rolniczą Wincentego Okołowicza i Danuty Martyn leży w karpackiej dzielnicy rolniczo-klimatycznej. Najniższe notowane w tym regionie średnie temperatury są w styczniu (–8,1 °C), a najwyższe w lipcu (7,2 °C). Cechuje go piętrowość klimatyczna i występowanie wiatrów lokalnych (feny, wiatry górskie i dolinne). Średnie roczne opady wynoszą do 1750 mm.
Wiatry w Szczawnicy należą najczęściej do słabych lub bardzo słabych, wieją ze średnią prędkością 1,7 m/s. Przeważają wiatry zachodnie i północno-zachodnie, znaczną ich część stanowią też wiatry południowo-wschodnie. Około 31% dni w roku stanowią cisze, czyli dni bezwietrzne.

### Przyroda i ochrona środowiska
W regionie Szczawnicy spotkać można m.in. jaworzyny, lasy klonowo-lipowe, zarośla wrześni, zarośla wierzbowe, łęgi wierzbowe, topolowe, olszowe i jesionowe, buczynę karpacką, lasy jaworowe, laski sosnowe oraz ciepłolubne rośliny łąkowe. Lasy na terenie miasta tworzone są głównie przez świerki, kosztem jodeł i buków oraz modrzewi. W okolicy występują chronione i rzadkie gatunki, m.in. tymotka alpejska, storczyki, kostrzewa owcza, pięciornik złoty czy kuklik górski.
Tereny miasta zostały po części objęte przez granice Pienińskiego Parku Narodowego, Popradzkiego Parku Krajobrazowego, Południowomałopolskiego Obszaru Chronionego Krajobrazu oraz obszarów Natura 2000: Środkowy Dunajec z dopływami, Podkowce w Szczawnicy, Małe Pieniny i Pieniny.

## Toponimia
Nazwa miejscowości pochodzi od źródeł wód mineralnych, nazywanych przez górali „szczawami”.

## Historia
W pierwszych stuleciach istnienia Polski Pieniny wchodziły w skład dóbr królewskich, w 1257 r. Bolesław Wstydliwy przekazał je swojej żonie, Kindze, która zrzekła się ich na rzecz klasztoru klarysek w Starym Sączu. Zarządzał on tymi dobrami na przełomie XIII i XIV w., a ok. 1350 r. region ponownie stał się bezpośrednią własnością monarchy, Kazimierza Wielkiego.

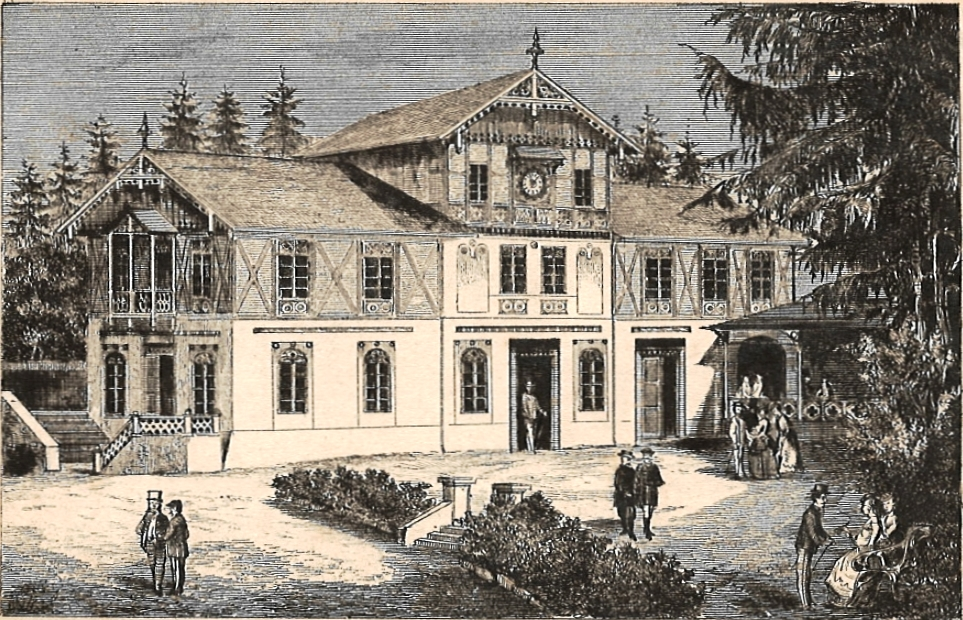
„Dom nad Zdrojami” w 1869 r.

Pierwsze zachowane dokumenty wspominające Szczawnicę pochodzą z 1413 r., choć wieś istniała prawdopodobnie już dwa wieki wcześniej. W XVI w. miejscowość była siedzibą sołectwa, funkcjonowało tu wybrannictwo. Znajdowała się w starostwie czorsztyńskim

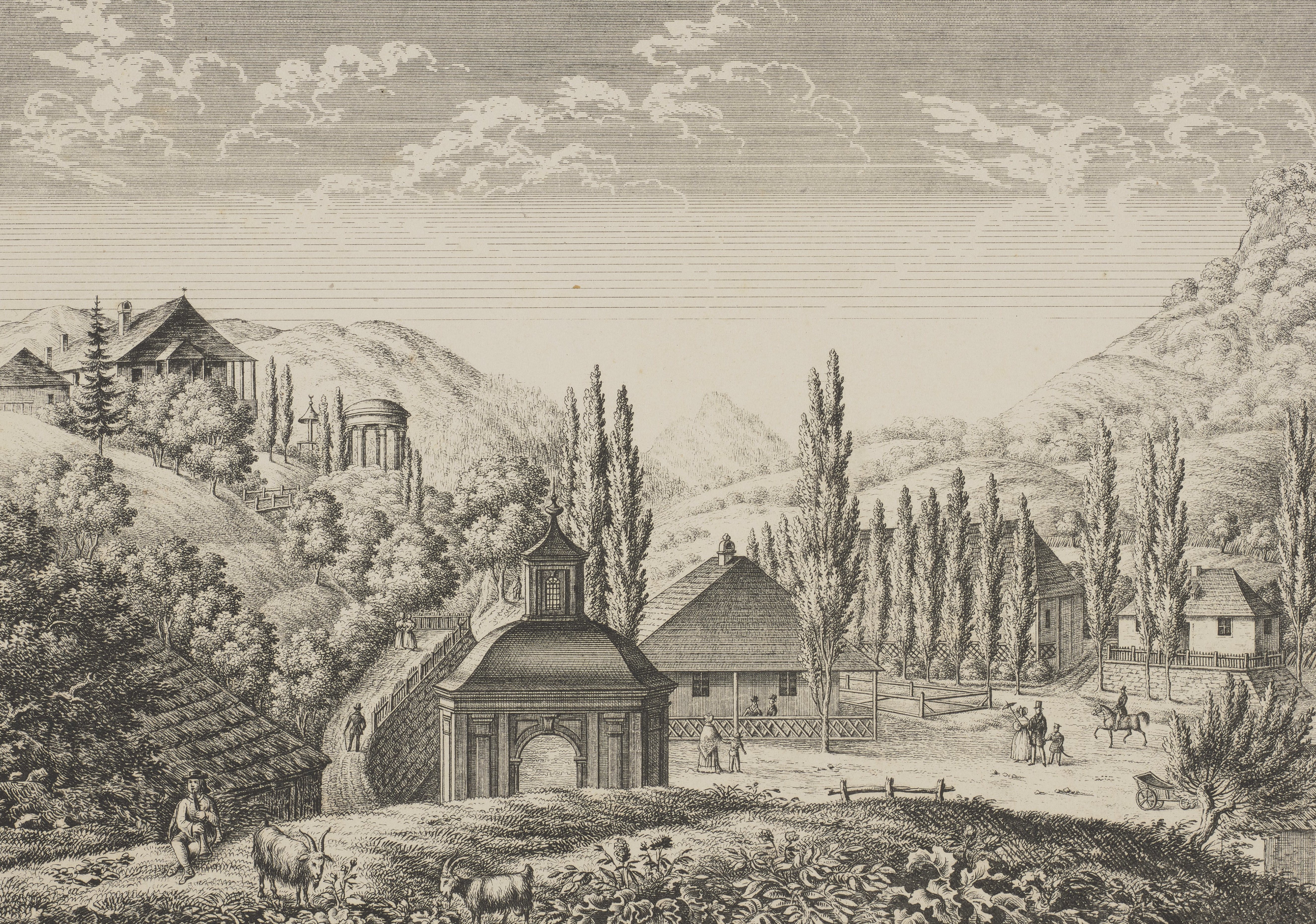
Park Górny przed 1858 r.

W XVIII w okolicy toczyły się częste walki; w czasie III wojny północnej starły się tu wojska rosyjskie oraz siły starosty Lubomirskiego, na przełomie 1735 i 1736 r. przebywali tu kozacy, przeciwni Stanisławowi Leszczyńskiemu, w latach 1768–1770 w tym rejonie walczyli konfederaci barscy, a w 1770 r., pod pozorem budowy pogranicznego kordonu sanitarnego, Austria zagarnęła część południowych ziem Rzeczypospolitej, tj. starostwa nowotarskie, czorsztyńskie i sądeckie – w tym również Szczawnicę. Dwa lata później, przy I rozbiorze Polski, tereny te włączono do węgierskiej części domeny Habsburgów. Pod panowaniem austriackim Szczawnica miała status gminy katastralnej podzielonej na dwie gminy miejscowe: Szczawnicę Wyżną (Wyżnią) i Szczawnicę Niżną (Niżnią) oraz obszar dworski w Szczawnicy Wyżnej. Należała do powiatu sądowego i okręgu podatkowego z siedzibą w Krościenku, a z nim do powiatu (starostwa) nowotarskiego. W 1811 r., po śmierci żony ostatniego starosty i likwidacji starostwa, dobra szczawnickie zostały przejęte przez austriackie władze skarbowe, a następnie w 1828 r. sprzedane za pośrednictwem Jana Podhajeckiego Józefinie Szalay. Wraz z mężem, Stefanem Szalayem, nazwali oni pierwsze odkryte w Szczawnicy źródła oraz zaczęli butelkować i sprzedawać pochodzącą z nich wodę.

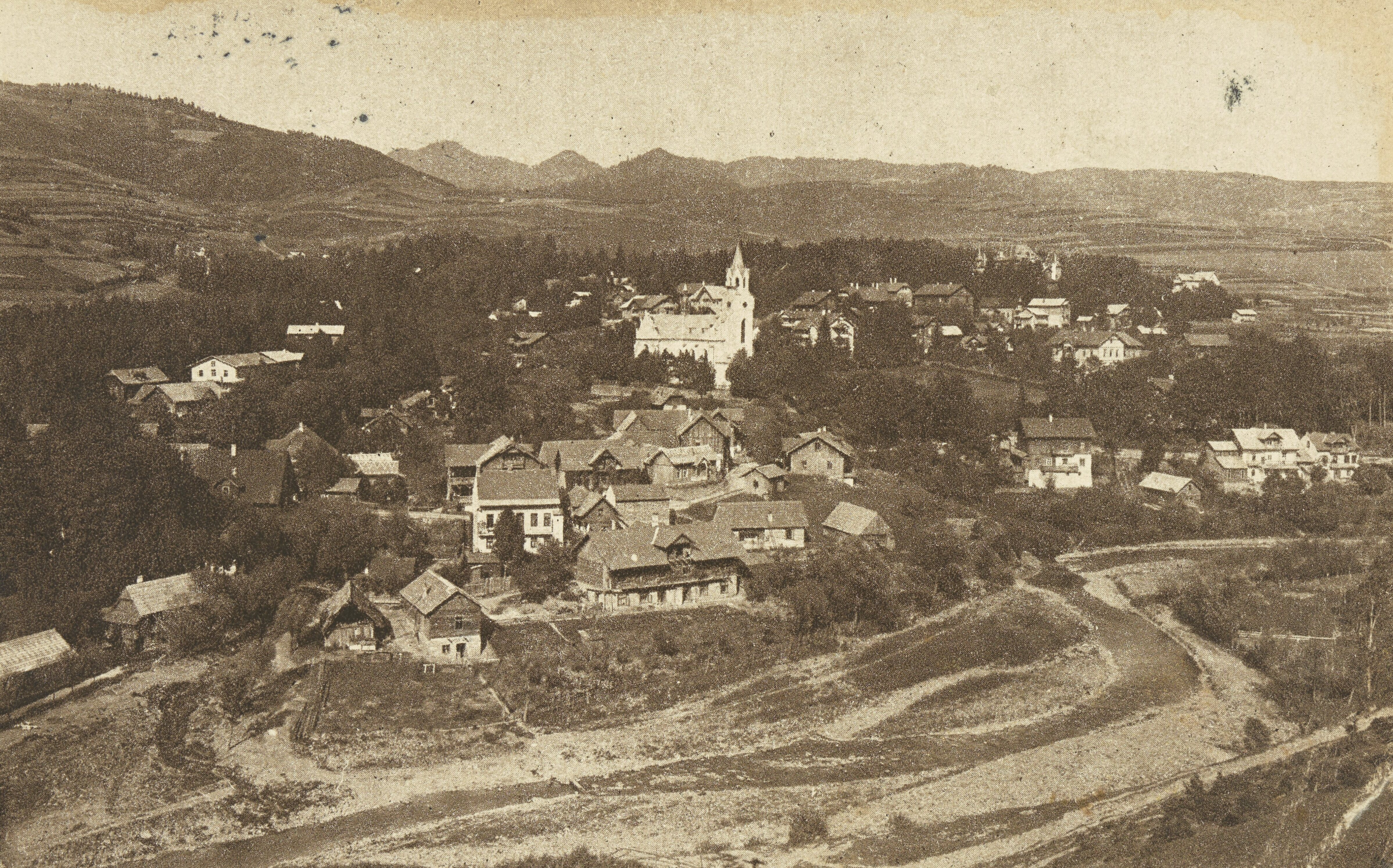
Szczawnica w 1924 r.

Spadkobiercą Stefana był jego syn, Józef Szalay, który po jego śmierci przejął Szczawnicę w 1839 r. Uważany jest on twórcę uzdrowiska – rozszerzył i urządził Park Górny oraz wzniósł pierwsze budynki uzdrowiska: pensjonaty, restauracje i kaplicę zdrojową. Dzięki jego staraniom w Szczawnicy zaczęli gościć arystokraci, m.in. Lubomirscy, Radziwiłłowie, Sapiehowie czy Tarnowscy, przebywali tu także np. Henryk Sienkiewicz, Maria Konopnicka, Wincenty Pol, Jan Matejko czy Bolesław Prus. W 1852 wypoczywał tu Tytus Chałubiński, a w 1858 – Marcelina Darowska. W 1870 r. przybył do Szczawnicy dla podratowania zdrowia nadwątlonego m.in. na syberyjskiej katordze Agaton Giller, pisarz i działacz niepodległościowy w Królestwie Polskim. W parku utrzymywano obce gatunki drzew, wśród nich żywotnik zachodni, tulipanowiec amerykański, perukowiec podolski i in. Od 1840 r. latem stale przebywał w Szczawnicy lekarz – dr Onufry Trembecki, w latach 1848–1883 główny lekarz zdrojowy. Już wtedy atrakcją były spływy Dunajcem, zwykle z kapelą, strzelbami i pochodniami.
Po śmierci Józefa w 1876 r., zgodnie z jego testamentem, Szczawnica przeszła w ręce Akademii Umiejętności. Akademia wydzierżawiła ją, a dzierżawca kładąc główny nacisk na eksport wody mineralnej nie robił żadnych wkładów, pozostawiając zakład samemu sobie. W rezultacie zamożniejsza publiczność przestała tu przyjeżdżać, skierowując się do Krynicy, Zakopanego, lub za granicę – a wśród gości tutejszych 80 procent stanowił ubogi żydowski proletaryat, nadając parkom, deptakowi i willom specyficzną cechę. Na przełomie XIX i XX w. w miejscowości znajdowała się siedziba parafii rzymskokatolickiej, siedmioklasowa szkoła powszechna, straż pożarna, kasa oszczędnościowo-pożyczkowa, urząd pocztowy z telegrafem, stale rezydował żandarm. W tym czasie wszyscy mieszkańcy deklarowali język polski jako ojczysty.
W 1909 r. Akademia Umiejętności sprzedała uzdrowisko hrabiemu Adamowi Stadnickiemu. Nowy właściciel wyremontował domy zdrojowe, rozszerzył Park Górny, wybudował sanatoria „Inhalatorium” oraz „Modrzewie”. Jak podawał Mieczysław Orłowicz w swym „Ilustrowanym przewodniku po Galicyi (...)” tuż przed wybuchem I wojny światowej w uzdrowisku działały Trzy hotele: Maria, Polski i Pałac, kilkadziesiąt will i domów prywatnych o blisko 1000 pokojach w cenie 1.20-8 K za dobę; w Niżnej Szczawnicy i na Miedziusiu liczne mieszkania u górali. Wśród pensyonatów (5-8 K dziennie) zajmuje pierwsze miejsce mieszczący się w 5 willach o 108 pokojach zakład wodoleczniczy dr. Kołączkowskiego, ceny od 10 K dziennie. W Górnym Zakładzie funkcjonowała restauracja z kawiarnią Łukawskiego z Warszawy. Nadto kilka tańszych restauracyi polskich i żydowskich, oraz dwie mleczarnie i cukiernia. Sezon uzdrowiskowy trwał zwykle od 20 maja do 20 września, choć i w zimie bawiła tu pewna liczba gości w zakładzie dra Kołączkowskiego. Taksa zdrojowa wynosiła 12 K od osoby. Z czasem miejscowość skanalizowano oraz rozpoczęto elektryfikację, którą przerwał wybuch wojny. Szybszemu rozwojowi uzdrowiska cały czas stał na przeszkodzie brak kolei.
W czasie trwania II wojny światowej miejscowość znalazła się pod okupacją niemiecką, powstały placówki gestapo i straży granicznej, rozpoczęła działalność szkoła żandarmerii, a przerwało uzdrowisko. W Szczawnicy 92% ludności przyjęło tzw. góralskie kennkarty, które miały być potwierdzeniem przynależności do odrębnego od Polaków narodu góralskiego – Goralenvolku. Tak wysoki odsetek (największy na terenach objętych akcją) związany był ze szczególnym nasileniem terroru na terenie Szczawnicy.
Po zakończeniu wojny uzdrowisko zostało upaństwowione 18 marca 1948 r. Miejscowość rozwijała się początkowo powoli. Pod koniec lat 60. FWP dysponował w niej 6 ośrodkami wypoczynkowymi („Jakubówka” „Palma”, „Panorama”, „Sobieski”, „Sylwia”, „Szalay”), w oparciu o które prowadził wczasy 14-dniowe oraz 21- lub 24-dniowe turnusy sanatoryjne. W 14 budynkach posiadały one łącznie ok. 450 miejsc noclegowych. Goście mieli w nich do dyspozycji świetlice z telewizorami i biblioteki, a w Szczawnicy 4 restauracje, 4 kawiarnie, bar, lokal taneczny, kino i salę teatralną w sanatorium im. W. Pstrowskiego. W tych samych jednak latach 60. XX w. rozpoczął się okres dynamicznego rozwoju Szczawnicy, który zakończył się w latach 80. W czasie jego trwania powstały liczne nowe sanatoria i domy wczasowe, m.in. „Hutnik”, „Nawigator” czy „Budowlani”. W 1971 r. w willi „Pałac” otwarto ekspozycję historyczno-etnograficzną Muzeum Pienińskiego, która znajdowała się w tym miejscu do 2013 r., a w 1973 r. rozpoczął działalność kompleks przyrodoleczniczy przy ul. Zdrojowej.
22 lipca 1962 r. Szczawnica otrzymała prawa miejskie, a w 1973 r. przyłączono do niej Krościenko, tworząc tym samym miasto Szczawnica-Krościenko. W 1982 r. z miasta wydzielono miejscowości Krościenko nad Dunajcem i Tylka oraz ponownie zmieniono nazwę miejscowości na Szczawnica.
1 stycznia 2008 r. zmieniono rodzaj gminy Szczawnica z miejskiego na miejsko-wiejski, co w praktyce oznaczało zmniejszenie obszaru miasta i wyłączenie z niego dawnych wsi Jaworki i Szlachtowa (uzyskały ponownie status wsi) oraz Biała Woda i Czarna Woda (otrzymały status części wsi Jaworki). Granice miasta objęły 4 obręby ewidencyjne, jego powierzchnia zmniejszyła się z 87,90 km² do 32,90 km².

## Demografia
W 1880 r. Szczawnica Wyżna miała 1441 mieszkańców (708 mężczyzn i 733 kobiet), żyjących w 387 domach. 1318 z nich było wyznania rzymskokatolickiego, 16 – greckokatolickiego, a 106 wyznawało judaizm. Szczawnica Niżna zamieszkiwana była przez była przez 732 mieszkańców w 132 domach (345 mężczyzn i 369 kobiet). 692 z nich należało do kościoła rzymskokatolickiego i 21 wyznawało judaizm.
W 1900 r. Szczawnicę Niżną zamieszkiwało 854 osoby, a Wyżną – 1825 osób, z przewagą kobiet. Wśród nich było kilkoro grekokatolików (związanych z parafią w Szlachtowej), około dwustu żydów (związanych z gminą w Krościenku), a resztę stanowili katolicy łacińscy. Ponadto 18 osób mieszkało na obszarze dworskim.
W 1921 r. w Szczawnicy Wyżnej mieszkało 1671 osób (803 mężczyzn i 868 kobiet) w 435 budynkach mieszkalnych, z czego 1466 było wyznania rzymskokatolickiego, 199 mojżeszowego i 1 – greckokatolickiego. W Szczawnicy Niżnej mieszkały wówczas 893 osoby (407 mężczyzn i 486 kobiet) w 204 budynkach, w tym 853 katolicy łacińscy oraz 40 wyznawców judaizmu.
W 2021 r. w Szczawnicy mieszkało 5388 os., mężczyzn 2581 i 2807 kobiet. 17,6% ogółu stanowiła ludność w wieku przedprodukcyjnym, 58,5 w wieku produkcyjnym i 23,9 w wieku poprodukcyjnym.
Liczba ludności Szczawnicy w latach 1880–2022 na wykresie:

Źródła danych: 1880; 1900; 1921; 1995–2022

Piramida wieku mieszkańców Szczawnicy w 2014 roku:

Udział osób poszczególnych płci w ogólnej liczbie ludności Szczawnicy w 2021:

1. Mężczyźni: 2581 (47,9%)
2. Kobiety: 2807 (52,1%)

## Polityka i administracja
Szczawnica jest siedzibą gminy miejsko-wiejskiej Szczawnica, w województwie małopolskim, w powiecie nowotarskim. Jej organem władzy wykonawczej jest burmistrz, a organem władzy ustawodawczej – rada miejska, w skład której wchodzi piętnastu radnych. W wyborach do rady miejskiej mieszkańcy miasta należą do dwunastu z piętnastu okręgów wyborczych.
W bazie SIMC 21 części miasta ma przydzielone własne identyfikatory: Gabańka (numer 0963490), Groń Wyżni (0963508), Języki (0963520), Kowalczyk (0963537), Kunie (0963543), Łęgi (0963550), Miedziuś (0963566), Niterbog (0963595), Padołek (0963603), Piaski (0963610), Podołek (096362), Podoły Szczawnickie (0963632), Połoniny (0963649), Przysłop (0963655), Sewerynówka (0963661), Średniak (0963721), Staszowa (0963684), Świerkówka (0963738), Szczawnica Nyżna (0963690), Szczawnica Wyżna (0963709), Zabaniszcze (0963744), Zagórze (0963750).

## Gospodarka

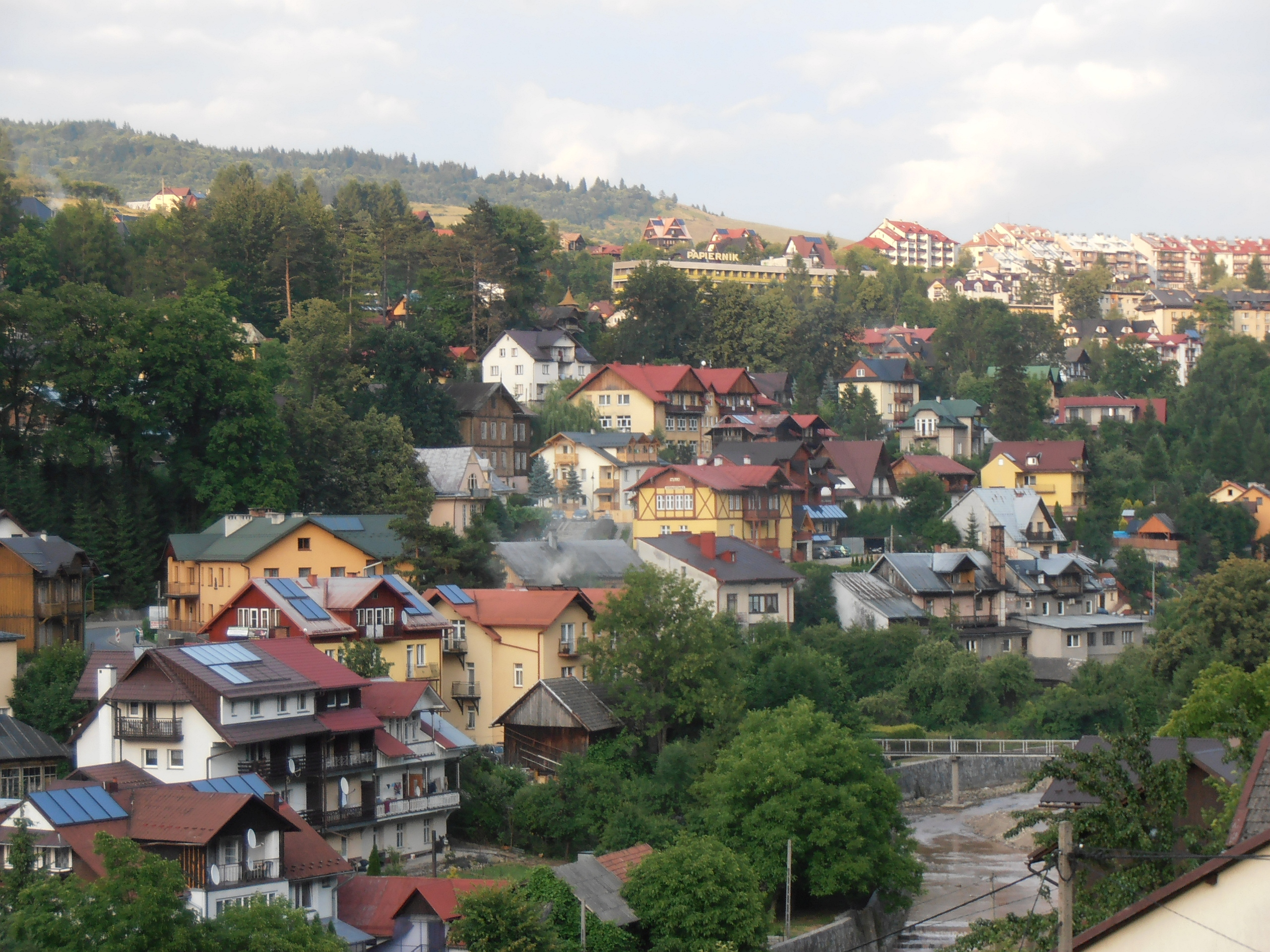
Szczawnica, widok ogólny

Gospodarkę Szczawnicy cechują dobrze rozwinięty sektor usług turystycznych i uzdrowiskowych, do jego rozwoju przyczyniają się walory krajobrazowe, przyrodnicze oraz zdrojowe okolic miasta. Charakterystyczną cechą lokalnej gospodarki jest brak przemysłu.
Miejscowe przedsiębiorstwa specjalizują się w szeroko pojętej turystyce, gastronomii, handlu oraz usługach uzdrowiskowych. Podmioty, których działalność związana jest z zakwaterowaniem i usługami gastronomicznymi wyraźnie dominowały wśród podmiotów gospodarczych zarejestrowanych na terenie gminy w 2017 r.

## Infrastruktura

### Transport
Główną drogą przebiegającą przez miasto jest droga powiatowa nr 1636K relacji Krościenko – Szczawnica, łącząca miejscowość z przebiegającą przez Krościenko drogą wojewódzką nr 969 relacji Nowy Targ – Nowy Sącz. Z sąsiednimi mniejszymi miejscowościami i przysiółkami centrum miasta połączone jest siecią dróg gminnych. Najbliższe drogowe połączenie ze Słowacją znajduje się w odległości ok. 20km od miasta, w Niedzicy.
W Szczawnicy znajduje się dworzec autobusowy, zapewniający połączenia autobusowe m.in. z Nowym Targiem, Nowym Sączem, Krakowem, Katowicami, Warszawą czy Lublinem. W miejscowości zatrzymują się autobusy i busy, a na popularnych lokalnych trasach kursują minibusy. Ponadto w miejscowości znajdują się trzy postoje dla taksówek.

### Infrastruktura techniczna
Przez Szczawnicę przebiegają linie elektroenergetyczne napowietrzne o napięciu 30 kV, łączące miasto z systemem energetycznym województwa. Energia ze stacji 30/15/04 kV zlokalizowanej w Szczawnicy Niżnej rozprowadzana jest po miejscowości siecią SN 15 kV.
Nieczystości z miasta odprowadzane są do miejskiej oczyszczalni ścieków, oddanej do użytku w 1999 r.

### Bezpieczeństwo i zdrowie
Jednostka Ochotniczej Straży Pożarnej w Szczawnicy została założona w 1885 roku, jej honorowym członkiem był m.in. Henryk Sienkiewicz. W 2023 r. była wyposażona w specjalistyczne ciężarowe samochody gaśnicze, takie jak Mercedes-Benz Actros i Mercedes-Benz Atego. Przy szczawnickiej OSP działa Zespół Regionalny im. Jana Malinowskiego.
Przy ul. Skotnickiej 77 znajduje się komisariat policji obsługujący gminy Szczawnica, Ochotnica Dolna, Czorsztyn, i Krościenko nad Dunajcem. Miasto pozostaje pod opieką dwóch dzielnicowych.
W miejscowości zorganizowano Straż Miejską – jej siedziba znajduje się przy ul. Szalaya 84.

### Edukacja
W roku szkolnym 2022/2023 r. w Szczawnicy działały dwie szkoły podstawowe: Szkoła Podstawowa nr 1 im. Henryka Sienkiewicza i Szkoła Podstawowa nr 2 im. ks. prof. Józefa Tischnera. Oprócz nich funkcjonowało Miejskie Publiczne Przedszkole w Szczawnicy, otwarte marcu 1981 r., które w 2023 r. dysponowało 145 miejscami dla dzieci w wieku przedszkolnym.

## Turystyka i rekreacja
Szczawnica z racji położenia na granicy regionów o unikatowych walorach przyrodniczych stanowi istotny węzeł turystyczno-rekreacyjny. Przez miejscowość przebiegają liczne szlaki turystyczne, biegnące w stronę Pienin, Małych Pienin i południowo-zachodniej części Beskidu Sądeckiego. Do najważniejszych atrakcji turystycznych w mieście i najbliższej okolicy zaliczają się: kolej krzesełkowa na Palenicę, Wąwóz Homole, spływ Dunajcem, wodospad Zaskalnik, cerkiew w Jaworkach, szczyty Sokolica, Bryjarka i Trzy Korony oraz Park Górny im. Adama hrabiego Stadnickiego w Szczawnicy.
Poza obiektami lecznictwa sanatoryjnego Szczawnica dysponuje bogatą infrastrukturą turystyczną. W mieście znajduje się wiele hoteli, pensjonatów oraz kwater prywatnych. W kwietniu 2023 r. oddano do użytku 14-piętrowy hotel „PieninyGrand”.
W granicach miejscowości znajdują się także Bacówka pod Bereśnikiem (ul. Języki 22) oraz Schronisko PTTK „Orlica” (ul. Pienińska 12), ważnym aspektem dla turystyki jest połączenie z sąsiednią Leśnicą.

### Godła szalayowskie
Na niektórych domach w Szczawnicy zauważyć można drewniane tablice – „godła szalayowskie”. Wszystkie godła powstały według jednego formatu (malowidło oraz podpis, np. „pod smokiem”), lecz każde z nich ma swój unikatowy wzór. Pomysł wprowadzenia oraz wykonanie przypisuje się Józefowi Szalayowi (stąd nazwa), początkowo stanowiły one znak, że w domu można wynająć pokój.
Godła bardzo utrwaliły się w miejscowej tradycji, od szyldów zaczęto tworzyć przydomki dla górali, np. „Węglarz spod smoka”. Większość godeł z czasów Szalaya uległa zniszczeniu w wyniku działalności pogody, rekonstrukcji dokonano w latach 70., 80. i 90. XX w. z inicjatywy Pienińskiego Oddziału PTTK.

### Uzdrowisko
Obecność źródeł w Szczawnicy była czynnikiem, który spowodował rozwój miasta, miejscowość stała się wyspecjalizowanym ośrodkiem lecznictwa uzdrowiskowego. Pochodzące z nich wody wykorzystywane są leczeniu górnych dróg oddechowych, chorób przewodu pokarmowego, podagry, niedokrwistości, otyłości; spożywać je można na miejscu, w pijalniach. Uzdrowisko leży u podnóża Bryjarki, w dolinie Grajcarka. Otoczone jest górskimi zboczami, pokrytymi lasami bukowo-jodłowymi.

### Szlaki turystyczne
- Leśnica – Modyń[86]
- Tarnów – Wielki Rogacz[87]
- Główny Szlak Beskidzki[88]
- Szczawnica – Jazowsko[89]
- Szczawnica – Przełom Dunajca, granica[90]
- Sewerynówka – Bacówka pod Bereśnikiem[91]

## Religia
Początki parafii rzymskokatolickiej w Szczawnicy sięgają 1350 r., działała ona do 1529 r. W połowie XVI w. murowana świątynia runęła, lecz w 1550 r. zbudowano na jej miejscu drewniany kościół filialny parafii w Krościenku.
Prawa parafii miejscowość ponownie uzyskała w 1889 r., a w 1892 r. wybudowano nowy kościół parafialny.
Parafia w Szczawnicy znajduje się w Dekanacie Krościenko nad Dunajcem diecezji tarnowskiej. W 2023 r. działały przy niej grupy: Akcja Katolicka, Caritas, Grupa Modlitewna Św. Ojca Pio, Grupa Modlitewna „Emaus”, Grupa młodzieżowa „Adonai”, Lektorzy, Ministranci
Ochronka, Pomocnicy Maryi, Róże Żywego Różańca, Ruch Światło Życie, Schola dziecięca i Stowarzyszenie Rodzin Katolickich.

## Kultura

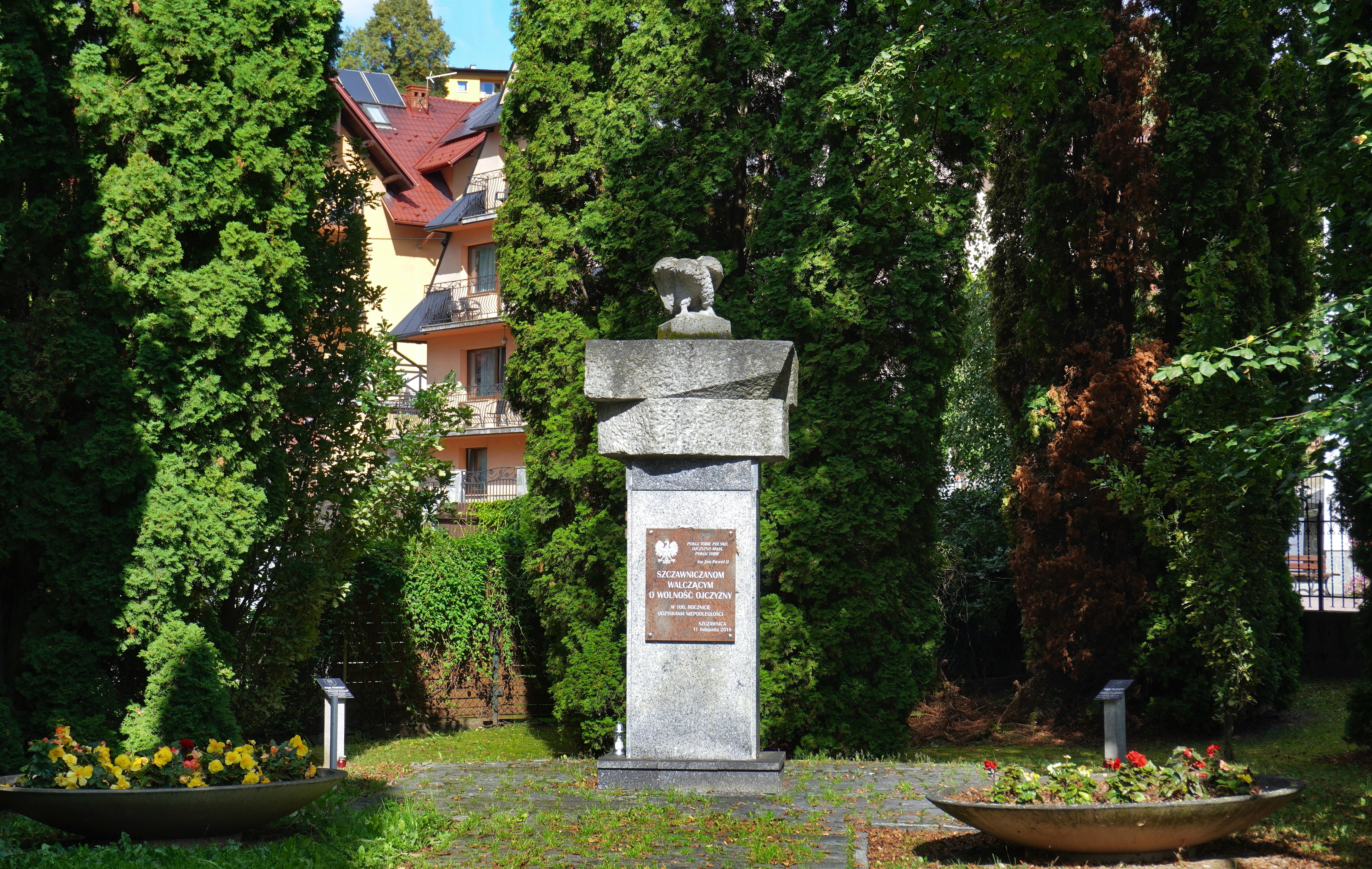
Pomnik upamiętniający Szczawniczan walczących o wolność Ojczyzny

W Szczawnicy znajduje się Miejska Biblioteka Publiczna, która rozpoczęła działalność w 1948 r. Jej księgozbiór liczył wówczas 800 pozycji. W pierwszych latach XXI w. zbiory biblioteki liczyły 31 100 woluminów.
W mieście organizowane są cykliczne imprezy sportowe i kulturalne:
- 22 stycznia – Amatorskie Mistrzostwa Małopolski w konkurencjach alpejskich i snowboardzie w cyklu „Family Cup”
- luty – Puchar Polski w Snowboardzie na Palenicy
- luty – zawody narciarskie o „Puchar Burmistrza Miasta Szczawnicy” w konkurencjach alpejskich
- luty – Memoriał im. K. Wójcika, otwarte zawody w biegach narciarskich
- 16–24 kwietnia – Konkurs Palm Wielkanocnych
- kwiecień – otwarte zawody modeli balonów na ogrzane powietrze
- maj – „Święto Wód”, rozpoczynające sezon turystyczny
- czerwiec – Amatorskie Mistrzostwa Polski w kolarstwie górskim w cyklu „Family Cup”
- lipiec i sierpień – koncerty muzyków z Krakowa
- 7 lipca – koncert na zakończenie „Międzynarodowego Konkursu Interpretacji Wokalnej”
- lipiec – „Lato Pienińskie” – m.in. występy zespołów folklorystycznych oraz redyk
- lipiec – kiermasz twórczości ludowej
- sierpień – „Transgraniczne zawody sportowo-pożarnicze” dla drużyn Polski i Słowacji
- wrzesień „Memoriał A. i A. Wernerów” – międzynarodowe zawody w kajakarstwie górskim
- wrzesień/październik – Duathlon Leśnica-Szczawnica, obejmujący dwie dyscypliny: bieg przełajowy oraz wyścig na rowerach górskich.

## Sport i rekreacja
7 grudnia 1930 r. założony został Klub Sportowy „Pieniny” w Szczawnicy. Jego zawodnicy początkowo uprawiali biegi czy skoki narciarskie, a od 1934 r. także kajakarstwo i kajakarstwo górskie. Jego wychowankami są m.in. kajakarze Grzegorz i Mateusz Polaczykowie, Grzegorz Sarata, Maria Ćwiertniewicz, Zbigniew Czaja, Władysław Piecyk, Eugeniusz Kapłaniak, Bronisław Waruś i Stefan Kapłaniak czy narciarz Kazimierz Wójcik.
W miejscowości działa klub piłkarski Jarmuta Szczawnica założony 1 sty 2001 r. Drużyna gra na stadionie znajdującym się przy ul. Szlachtowskiej 75b, w Szczawnicy znajduje się także mniejsze boisko, „Orlik”.

## Zabytki
Obiekty wpisane do rejestru zabytków nieruchomych województwa małopolskiego:
- kaplica pw. MB Częstochowskiej przy ul. Park Dolny, z lat 1867–1876 (A-673 z 19 grudnia 1992),
- kaplica pw. Najświętszej Marii Panny przy ul. Park Górny z lat 1844–1846 (A-672 z 18 grudnia 1992),
- stary cmentarz parafialny przy ul. Głównej oraz kaplica grobowa Szalay’ów z 1870 r. (A-812 z 8 sierpnia 1996),
- willa „Pod Bogurodzicą” przy placu Dietla (A-650 z 12 grudnia 1991),
- willa „Stara Kancelaria” przy placu Dietla 3, z lat 1864–1865 (A-648 z 11 grudnia 1991),
- willa „Danusia” przy placu Dietla 5, z 1895 r. (A-641 z 20 listopada 1991),
- willa „Pałac” przy placu Dietla 7, z lat 1864–1866 (A-642 z 20 listopada 1991),
- willa „Holenderka” przy placu Dietla 8 (A-649 z 12 grudnia 1991),
- willa „Nad Zdrojami” przy placu Dietla 9 (645 z 25 listopada 1981),
- willa „Szwajcarka” przy placu Dietla 10, z 1872 r. (647 z 28 listopada 1981),
- willa „Marta” przy ul. Główna 18[f], z końca XIX w. (208 z 24 grudnia 1976),
- dom przy ul. Główna 25[f], drewniano-murowany (624 z 7 czerwca 1991)
- altana muzyczna w Parku Dolnym, drewniana (A-674 z 16 grudnia 1992),
- altana widokowa w Parku Dolnym, drewniana z lat 1861–1865 (A-669 z 19 grudnia 1992),
- sanatorium „Modrzewie” przy ul. Park Górny, z lat 1936–1939 (A-670 z 16 grudnia 1992),
- sanatorium „Pod Batorym” przy ul. Park Górny 13, drewniane z lat 1874–1875 (A-671 z 16 grudnia 1992),
- inhalatorium przy ul. Park Górny, z lat 1933–1936 (A-666 z 18 grudnia 1992),
- willa „Alma” przy ul. Park Górny 4, z 1870 r. (A-646 z 16 grudnia 1992),
- willa „Palma I” przy ul. Park Górny 14, z 1905 r. oraz willa „Palma II” przy ul. Park Górny 15, drewniana z 1827 r. (A-713 z 18 grudnia 1993),
- pensjonat „Szalay II” przy ul. Jana Wiktora 12, drewniany z końca XIX w. (A-802 z 14 czerwca 1996),
- pensjonat „Hotel Narodowy” („Szalay I”) przy ul. Jana Wiktora 16, drewniana z drugiej połowy XIX w. (A-801 z 14 czerwca 1996),
- altana zdroju „Waleria” przy ul. Zdrojowej, z 1867 r. (A-675 z 18 grudnia 1992),
- willa „Limba” przy ul. Zdrojowej 21, drewniana z XIX r. (A-678 z 17 grudnia 1992).

## Współpraca międzynarodowa
Miasta i gminy partnerskie:
- Biała Spiska
- Lesnica
- Oliveto Citra
- Perleberg
- Harkány
- Chmielnik